# (467011) 2016 CX130
(467011) 2016 CX130 es un asteroide perteneciente al cinturón de asteroides, descubierto el 10 de septiembre de 2007 por el equipo Spacewatch desde el Observatorio Nacional de Kitt Peak (Arizona, Estados Unidos).